# Liste der Biografien/Amn
Liste der Biografien |
Portal Biografien |
Personensuche
# |
A |
B |
C |
D |
E |
F |
G |
H |
I |
J |
K |
L |
M |
N |
O |
P |
Q |
R |
S |
T |
U |
V |
W |
X |
Y |
Z |
?
 
Aa |
Ab |
Ac |
Ad |
Ae |
Af |
Ag |
Ah |
Ai |
Aj |
Ak |
Al |
Am |
An |
Ao |
Ap |
Aq |
Ar |
As |
At |
Au |
Av |
Aw |
Ax |
Ay |
Az
 
Ama |
Amb |
Amc |
Amd |
Ame |
Amf |
Amg |
Amh |
Ami |
Amj |
Amk |
Aml |
Amm |
Amn |
Amo |
Amp |
Amr |
Ams |
Amt |
Amu |
Amw |
Amy |
Amz
Die Liste der Biografien führt alle Personen auf, die in der deutschsprachigen Wikipedia einen Artikel haben. Dieses ist eine Teilliste mit 10 Einträgen von Personen, deren Namen mit den Buchstaben „Amn“ beginnt.

## Amn

### Amna
- Amna, Chibou, nigrischer Boxer
- Amnaj Kaewkiew (* 1975), thailändischer Fußballspieler und -trainer
- Amnart Pamornprasert (* 1996), thailändischer Fußballspieler

### Amne
- Amnéus, Henrik (1935–2020), schwedischer Diplomat, Botschafter im Irak, Ständiger Vertreter beim Europarat

### Amni
- Amnichad von Fulda († 1043), Benediktinermönch
- Amnius Anicius Paulinus, spätantiker römischer Politiker, Konsul (334)

### Amno

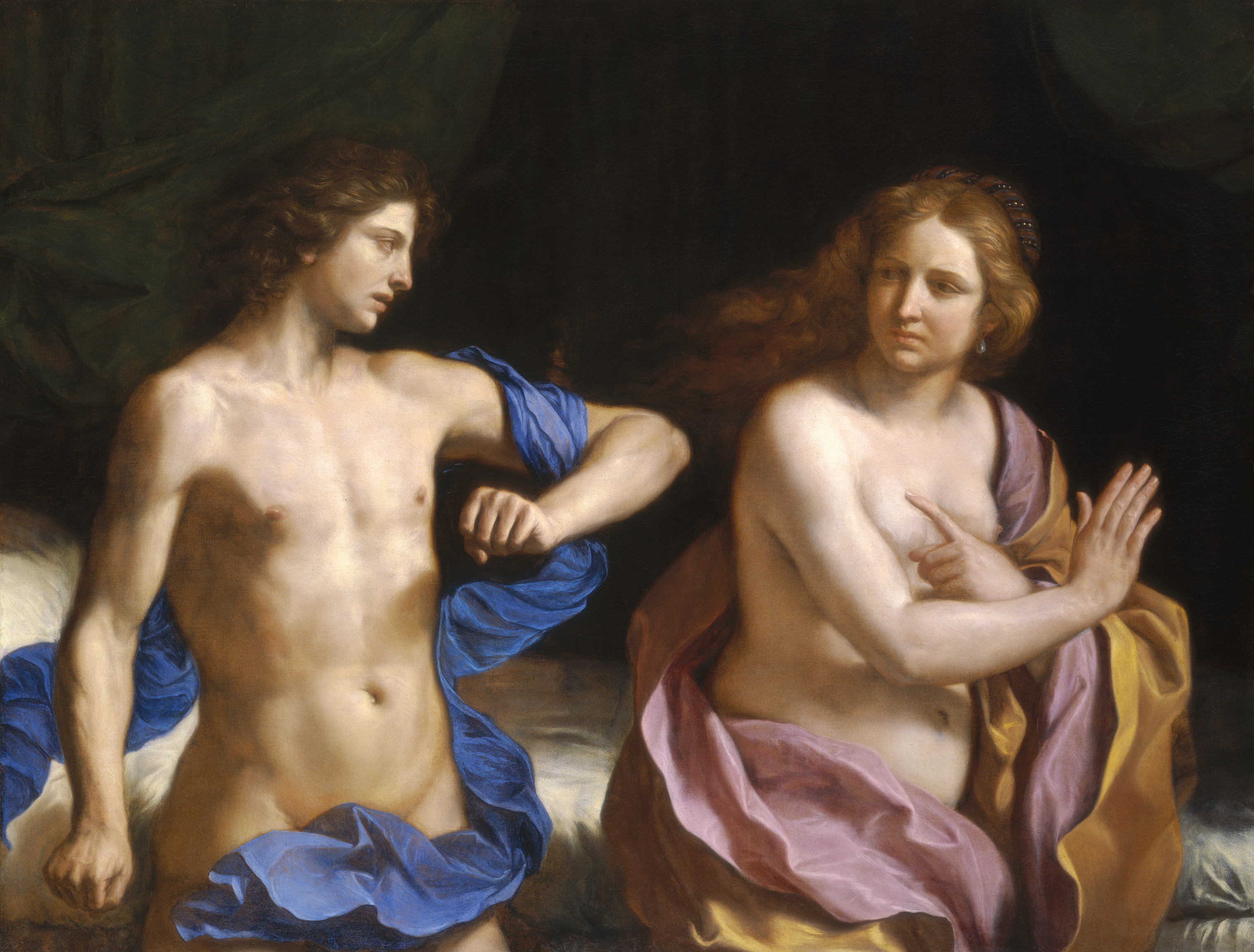
Amnon

- Amnon, Sohn DavidsAmnon

### Amnu
- Amnuai Nueaoon (* 1997), thailändischer Fußballspieler
- Amnuay Viravan (1932–2023), thailändischer Politiker
- Amnuaydechkorn, Krit (* 1999), thailändischer Schauspieler, Popsänger und Model